# Dactyloctenium hackelii
Dactyloctenium hackelii es una especie de planta fanerógama de la familia de las poáceas. Es un endemismo de Yemen donde solo se encuentra en la isla de Socotra.

## Hábitat
Su hábitat natural son los herbazales secos de las tierras bajas subtropicales o tropicales, en las llanuras costeras de arena a una altitud desde el nivel del mar a 20 metros.

## Taxonomía
Dactyloctenium hackelii fue descrita por J.Wagner & Vierh.  y publicado en Oesterr. Bot. Z. 53: 434 1903.
Etimología
El nombre del género deriva del griego daktylos (dedo) y ktenion (peine pequeño), aludiendo a las inflorescencias digitadas.
hackelii: epíteto otorgado en honor del botánico austriaco Eduard Hackel.